# Champ Car
Champ Car World Series var en amerikansk racingklass där man körde med formelliknande ensitsiga bilar med friliggande hjul. 

## Sammanfattning
Namnet Champ Car var ursprungligen en förkortning för Championship Series Car. Och syftar då på det amerikanska formelbilsmästerskapet som körts i olika former sedan 1909. I Champ Car-serien kör man på ovalbanor, landsvägsbanor och stadsbanor. Racingklassen var till 1996 känd som Indycar (CART PPG IndyCar World Series) då den bytte namn till CART (CART FedEx Championship Series). Serien bytte sedan namn igen 2003 från CART till Champ Car. 
Den ursprungliga benämningen Indycar återkom 2003 på en annan racingklass då IRL tog namnet Indycar.
Champ Car och Indy Racing League förenades säsongen 2008, vilket betyder att Indianapolis 500, Long Beach Grand Prix och loppet på Surfers Paradise i  Australien numera ingår i den nya serien.
Det sista Champ Car-loppet kördes i Long Beach den 20 april 2008. Loppet vanns överlägset av Will Power, som fick ta med sig poängen till Indycarserien.

## Motorer
Motorerna är 2,65 liters turbomotorer som ger 750 hästkrafter och som drivs med metanol.

## Mästare i serien

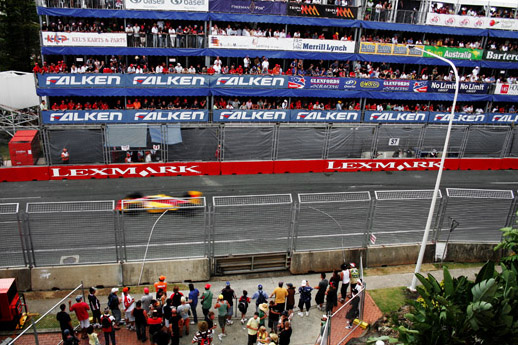
Lexmark Indy 300, Surfers Paradise, 2006.

### Champ Car
| Säsong | Mästare            | Tvåa            | Trea               |
| ------ | ------------------ | --------------- | ------------------ |
| 2004   | Sébastien Bourdais | Bruno Junqueira | Patrick Carpentier |
| 2005   | Sébastien Bourdais | Oriol Servià    | Justin Wilson      |
| 2006   | Sébastien Bourdais | Justin Wilson   | A.J. Allmendinger  |
| 2007   | Sébastien Bourdais | Justin Wilson   | Robert Doornbos    |

### CART/IndyCar
| Säsong | Mästare            | Tvåa               | Trea                |
| ------ | ------------------ | ------------------ | ------------------- |
| 1979   | Rick Mears         | Bobby Unser        | Gordon Johncock     |
| 1980   | Johnny Rutherford  | Bobby Unser        | Tom Sneva           |
| 1981   | Rick Mears         | Bill Alsup         | Pancho Carter       |
| 1982   | Rick Mears         | Bobby Rahal        | Mario Andretti      |
| 1983   | Al Unser           | Teo Fabi           | Mario Andretti      |
| 1984   | Mario Andretti     | Tom Sneva          | Bobby Rahal         |
| 1985   | Al Unser           | Al Unser Jr.       | Bobby Rahal         |
| 1986   | Bobby Rahal        | Michael Andretti   | Danny Sullivan      |
| 1987   | Bobby Rahal        | Michael Andretti   | Al Unser Jr.        |
| 1988   | Danny Sullivan     | Al Unser Jr.       | Rick Mears          |
| 1989   | Emerson Fittipaldi | Rick Mears         | Michael Andretti    |
| 1990   | Al Unser Jr.       | Michael Andretti   | Rick Mears          |
| 1991   | Michael Andretti   | Bobby Rahal        | Al Unser Jr.        |
| 1992   | Bobby Rahal        | Michael Andretti   | Al Unser Jr.        |
| 1993   | Nigel Mansell      | Emerson Fittipaldi | Paul Tracy          |
| 1994   | Al Unser Jr.       | Emerson Fittipaldi | Paul Tracy          |
| 1995   | Jacques Villeneuve | Al Unser Jr.       | Bobby Rahal         |
| 1996   | Jimmy Vasser       | Michael Andretti   | Alex Zanardi        |
| 1997   | Alex Zanardi       | Gil de Ferran      | Jimmy Vasser        |
| 1998   | Alex Zanardi       | Jimmy Vasser       | Dario Franchitti    |
| 1999   | Juan Pablo Montoya | Dario Franchitti   | Paul Tracy          |
| 2000   | Gil de Ferran      | Adrián Fernández   | Roberto Moreno      |
| 2001   | Gil de Ferran      | Kenny Bräck        | Michael Andretti    |
| 2002   | Cristiano da Matta | Bruno Junqueira    | Patrick Carpentier  |
| 2003   | Paul Tracy         | Bruno Junqueira    | Michel Jourdain Jr. |

## Kända förare
- Mario Andretti
- Michael Andretti
- Mark Blundell
- Raul Boesel
- Sébastien Bourdais
- Kenny Bräck
- Patrick Carpentier
- Pancho Carter
- Hélio Castroneves
- Cristiano da Matta
- Gil de Ferran
- Scott Dixon
- Teo Fabi
- Adrián Fernández
- Christian Fittipaldi
- Emerson Fittipaldi
- A.J. Foyt
- Dario Franchitti
- Timo Glock
- Maurício Gugelmin
- Stefan Johansson
- Gordon Johncock
- Bruno Junqueira
- Tony Kanaan
- Arie Luyendyk
- Nigel Mansell
- Rick Mears
- Greg Moore
- Roberto Moreno
- Danny Ongais
- Bobby Rahal
- Johnny Rutherford
- Danny Sullivan
- Paul Tracy
- Al Unser
- Al Unser Jr.
- Bobby Unser
- Jimmy Vasser
- Justin Wilson
- Alex Zanardi

## Svenskar i serien

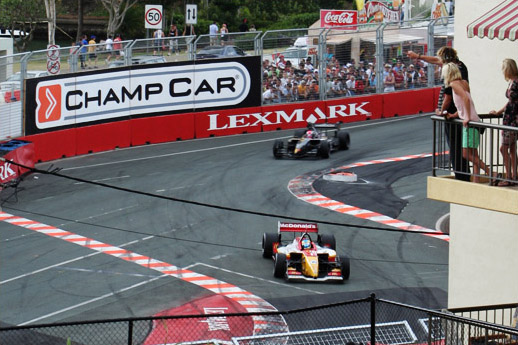
Lexmark Indy 300, Surfers Paradise, 2006.

- Kenny Bräck
- Fredrik Ekblom
- Stefan "Lill-Lövis" Johansson
- Björn Wirdheim

## Kända banor
- Fundidora Park, Monterrey, Mexiko
- Long Beach Circuit, Long Beach, USA
- Road America, Elkhart Lake, Wisconsin
- Surfers Paradise, Queensland, Australien